# Hypaspidius wendtae
Hypaspidius wendtae är en skalbaggsart som beskrevs av Soula 2002. Hypaspidius wendtae ingår i släktet Hypaspidius och familjen Rutelidae. Inga underarter finns listade i Catalogue of Life.